# Čehovin
Čehovin je priimek več znanih Slovencev:
- Aleksandra Čehovin, literarna ustvarjalka, radijka
- Andrej Čehovin (1810—1855), avstrijski topničar in vojak, odlikovan (nadporočnik, baron)
- Dušan Čehovin (1923—2011), ekonomist in politik
- Eduard Čehovin (*1951), grafični oblikovalec in tipograf, prof. ALUO
- Franc Čehovin, politični delavec
- Helena Čehovin Gerželj, vodja filmskega muzeja v Divači
- Jerko Čehovin (*1946), podjetnik in politik
- Lea Čehovin, gledališka zvočna umetnica, skladateljica, muzikologinja
- Ljubica (Suna) Čehovin (r. Drašković), arheologinja, kostumografka, oblikovalka (uporabnih predmetov po Plečniku) (srbskega rodu)
- Lučka Čehovin (1940—2019), knjižničarka, kulturna delavka, publicistka (Sežana)
- Luka Čehovin Zajc, računalnikar
- Matej Čehovin, vodja raziskav in razvoja : MAK CMC Water Technology Ltd.
- Nives Mahne Čehovin, prevajalka, haiku-pesnica
- Polona Čehovin Sušin, namiznoteniška igralka in funkcionarka
- Stane Čehovin (*1935), urednik, šolnik, knjižničar in politik
- Urh Čehovin (*1977), športni plezalec
- Vanda Čehovin, prevajalka (Argentina)